# Ču Hjong-čun
Ču Hjong-čun (korejsky 주형준, Ču Hjŏng-džun, anglický přepis: Joo Hyong-jun; * 22. dubna 1991 Soul) je jihokorejský rychlobruslař a bývalý shorttrackař.
Původně se věnoval short tracku, ve kterém získal zlatou medaili ve štafetě na juniorském světovém šampionátu 2010. V tomtéž roce se přeorientoval na klasické rychlobruslení, na mezinárodních závodech debutoval na podzim 2011 ve Světovém poháru. Roku 2012 se poprvé představil na Mistrovství světa na jednotlivých tratích (7. místo ve stíhacím závodě družstev, 23. místo na 5000 m). O rok později, na MS 2013, získal v jihokorejským týmem stříbrnou medaili. V sezóně 2013/2014 startoval na Zimní univerziádě (zlato ze závodu družstev, bronz z trati 1500 m), zúčastnil se také Zimních olympijských her 2014, odkud si přivezl stříbrnou medaili ze stíhacího závodu družstev, kromě toho na patnáctistovce skončil na 29. místě. Na ZOH 2018 se v závodě na 1500 m umístil na 17. místě.